# ISO 3166-2:GM
ISO 3166-2:GM è uno standard ISO che definisce i codici geografici delle suddivisioni del Gambia; è un sottogruppo dello standard ISO 3166-2.
I codici, definiti per le cinque divisioni e per la capitale Banjul, sono formati da GM- (sigla ISO 3166-1 alpha-2 dello Stato), seguito da una lettera.

## Codici
| Codice | Suddivisione                |
| ------ | --------------------------- |
| GM-B   | Banjul                      |
| GM-L   | Divisione del Lower River   |
| GM-M   | Divisione del Central River |
| GM-N   | Divisione del North Bank    |
| GM-U   | Divisione dell'Upper River  |
| GM-W   | Divisione della West Coast  |